# Ginnastica artistica ai XVI Giochi dei piccoli stati d'Europa
Le competizioni di ginnastica ai XVI Giochi dei piccoli stati d'Europa si sono svolte dal 3 al 6 giugno 2015.

## Podi

### Maschile
| Evento                 | Oro                 | Argento                            | Bronzo               |
| Gara a squadre         | Islanda             | Malta                              | Monaco               |
| All-around individuale | Marios Georgiou     | Michalis Krasias                   | Valgarð Reinhardsson |
| Corpo libero           | Sascha Palgen       | Valgarð Reinhardsson               | Marios Georgiou      |
| Cavallo con maniglie   | Marios Georgiou     | Sascha Palgen                      | Michalis Krasias     |
| Anelli                 | Irodotos Georgallas | Sascha Palgen                      | Michalis Krasias     |
| Volteggio              | Marios Georgiou     | Valgarð Reinhardsson               | Eydor Baldursson     |
| Parallele simmetriche  | Marios Georgiou     | Valgarð Reinhardsson Sascha Palgen | Non assegnato        |
| Sbarra                 | Marios Georgiou     | Olafur Gunnarsson                  | Michalis Krasias     |

### Femminile
| Evento                 | Oro                   | Argento                 | Bronzo                              |
| Gara a squadre         | Islanda               | Malta                   | Lussemburgo                         |
| All-around individuale | Dominiqua Belanyi     | Thelma Hermannsdottir   | Lisa Pastoret                       |
| Volteggio              | Norma Róbertsdóttir   | Sigríður Bergþórsdóttir | Lisa Pastoret                       |
| Parallele asimmetriche | Dominiqua Belanyi     | Peppijna Dalli          | Elodie Mont Roches                  |
| Trave                  | Norma Róbertsdóttir   | Milla Fabre             | Suzanne Buttigieg                   |
| Corpo libero           | Thelma Hermannsdottir | Sigríður Bergþórsdóttir | Claire Azzopardi Elodie Mont Roches |